# 扬州最大份炒饭浪费事件
扬州最大份炒饭浪费事件，是指2015年10月23日，在中国江苏省扬州市举行的吉尼斯世界纪录稱號「最大份炒飯」挑戰賽活動上所炒出的4吨（实为4192公斤）扬州炒饭，在获得吉尼斯世界纪录后，被送至養殖場和送到接收單位處理的事件。事后，吉尼斯世界纪录官方宣布，因挑戰活動存在浪費食物情況，故挑戰紀錄無效。此次事件引起了舆论的关注。

## 挑战记录
吉尼斯世界纪录稱號「最大份炒飯」挑戰賽活動，于2015年10月22日在中国江苏省扬州市举行，主办方为世界中国烹饪联合会，由扬州市旅游局、扬州蜀冈－瘦西湖风景名胜区管理委员会、扬州市烹饪协会、扬州大学旅游烹饪学院等多家单位联合支持，相关企业（包括金龍魚）亦有参与此次活动。后多名知情者透露，活動開始前，因主辦方發生了分歧，炒飯地點最終在兩個地方展開，分別是揚州宋夾城體育休閑公園和揚州西園賓館。揚州烹飪協會表示此活動的举行主要是为了紀念揚州建城2500年，并宣傳揚州飲食文化。
2015年10月23日，扬州邀请200名烹飪專業學生、22名餐飲企業參賽選手、10多名外國廚師及三台炒飯機器，在瘦西湖畔宋夹城的吉尼斯世界纪录稱號「最大份炒飯」挑戰賽活動上，同烹扬州炒饭，挑战“最大份炒饭”世界纪录，整个挑战过程都在吉尼斯世界纪录认证官监督之下完成。上午11点30分，吉尼斯世界纪录认证官程东宣布，由300人以及炒饭机工作一个多小时制作完成的“最大份炒饭”总重量为4192公斤，成功打破吉尼斯世界纪录，并成为扬州诞生的首个吉尼斯世界纪录。当日，程东代表吉尼斯世界纪录总部，向主办方颁发“最大份炒饭”吉尼斯世界新纪录证书。

## 浪费事件
根据原先的计划，这份炒饭原本应在破纪录后，分送到有关企业和学校给职工和学生食用。但由于部分成品存放时间超过4小时，不适宜食用，而被工人站在炒飯成品以及盛有炒飯的巨碗邊上，用鏟子將炒飯裝進垃圾車并送至养殖场，作为猪饲料餵豬，总重量约150公斤。其余炒饭，由活动当天按原计划送到5个接收单位，部分宾馆将其用作当天的自助餐食用，相关的接收单位都出具了接收和食用情况的书面报告。据一位现场目击者表示称：“当时，有不少剩下的炒饭浸在了锅底沉淀的油里，这部分饭最后被车拖走了。”另据一位不愿透露姓名的淮扬菜师傅称，这份炒饭成本估算为14万元（人民币，下同）左右。而根据扬州市烹饪协会曾给出每500克市场售价约50元的标准测算，这份炒饭的价值有数十万元。
事发后的10月26日中午，吉尼斯世界纪录官方微博发布一份盖章声明称高度关注此事，并对此事件进行跟踪调查。随后，吉尼斯世界纪录官方宣布，因主办方已经表明有150公斤的炒饭有不恰当的处理，违背了吉尼斯世界纪录关于大型食品纪录中食品最终要供民众食用不得浪费的规定，故此次挑戰紀錄無效。但主办方并未对此事作出回应。不过吉尼斯世界紀錄大中華區市場總監楊麗娜则表示，吉尼斯世界紀錄不接受任何不道德的記錄，平均來說，吉尼斯世界紀錄每週收到約一千條申請，其中95%都會被拒絕。而揚州市旅遊局官方微博發文表示，此次事件對監管不當深感痛心和自責，接受大家的批評並誠懇道歉。

## 舆论反响
不少媒体都对该事件作出了评论，中国官媒新华社、中新社评论指出，近年来多地仍时有耗费食物的“炒作秀”，且近年来中国的烹饪协会曾出台《关于赛事运行杜绝浪费的意见》，杜绝相关活动中可能产生的食材浪费问题。而民众并不能从中获得长久的、可持续的发展红利。并表示，有内涵的“世界之最”才有价值和意义，用砸钱、堆人、拼场面等粗放方式打造出的“世界之最”除了满足虚荣心，几乎没有什么实际价值。湖南红网评论指出，“中华文化需要坚挺”。